# Metroid Prime 3: Corruption
| Mottagande               | Mottagande              |
| Samlingsbetyg            | Samlingsbetyg           |
| Tjänst                   | Betyg                   |
| ------------------------ | ----------------------- |
| Gamerankings             | 90,24% (67 recensioner) |
| Metacritic               | 90/100 (62 recensioner) |
| Recensionsbetyg          |                         |
| Publikation              | Betyg                   |
| 1UP.com                  | 8,5/10                  |
| Computer and Video Games | 9,2/10                  |
| Eurogamer                | 9/10                    |
| Game Informer            | 9,5/10                  |
| Gamespot                 | 8,5/10                  |
| Gamespy                  | [ 9 ]                   |
| IGN                      | 9,5/10                  |
| Nintendo Power           | 10/10                   |

Metroid Prime 3: Corruption är ett datorspel till Wii släppt av Nintendo. Det är det tionde spelet i Metroid-serien och är den avslutande delen i Metroid Prime-serien. Handlingen utspelar sig sex månader efter Metroid Prime 2: Echoes.

## Spelupplägg
Spelkontrollen är mycket annorlunda i jämförelse till föregångarna. I spelet kan man använda Wii Remote för att sikta med vapnet Samus har på armen. Nunchuk används för att öppna dörrar genom att göra en cirkel och sen trycka framåt för att trycka in nyckeln i låset på dörren.

## Handling
Spelet börjar med att Samus Aran har ett möte med tre andra prisjägare och amiralen över den Galaktiska Federationen, angående ett virus från superdatorn Aurora Unit som sprider sig i galaxen. Mötet avbryts då Rymdpiraterna attackerar flera Federationsskepp. Samus och de andra prisjägarna skickas till planeten Norion, där Rymdpiraterna attackerar ifrån. Efter att ha besegrat en majoritet av dem får Samus reda på att en Phazonfylld meteorit, kallad Leviathan Seed, håller på att kollidera med Norion. Samus och de andra prisjägarna måste då aktivera planetens försvarssystem, men blir attackerade av Dark Samus. Efter att de tre prisjägarna har slagits medvetslösa är det upp till Samus att aktivera försvarssystemet. Hon lyckas med detta precis innan hon själv också blir medvetslös. Efter att hon vaknar upp på ett Federationsskepp, får hon reda på att Dark Samus Phazonbaserade attack har korrumperat henne. Hon måste nu ensam stoppa Dark Samus från att sprida Phazon över galaxen samtidigt som hon måste strida mot sitt inre, korrumperade jag.